# 台东二路
台东二路是位于中华人民共和国山东省青岛市市北区中西部（即原台东区中部）的一条道路，以“台东”之名称加序数命名。该道路第一次日占时期（1914年－1922年）称，1923年改称台东二路，沿用至今。
台东二路是青岛老城区的一条近似东西向的道路。原道路全长735米，最宽处10米。1980年，该路因威海路展宽新建楼群建筑而被分隔成东西两段（台东西二路和台东东二路）。